# 주수단 대한민국 대사관
주수단 대한민국 대사관(아랍어: سفارة جمهورية كوريا في السودان, 영어: Embassy of the Republic of Korea in Sudan)은 1977년 수단 하르툼에 개설된 대한민국 외교부 소속의 대사관이다. 이 공관은 에리트레아를 겸임한다.

## 역사
대한민국은 1976년 4월 21일 수단과 영사 관계를 수립하고 이틀 뒤인 4월 23일 총영사관을 개설했다. 1977년 4월 13일 대사급 외교 관계를 수립하면서 총영사관을 대사관으로 승격시켰다. 남북한 동시 수교국(조선민주주의인민공화국과는 1969년 6월 21일 수교)으로 비동맹 중립원칙을 견지하면서도, 자국의 경제발전을 위해 대한민국을 경제 협력 대상국으로 높이 평가하고 있다. 양국의 교역 규모는 2006년 기준 약 5억 달러이다. 2006년 3월 반기문 당시 외교부 장관이 수단을 방문했고, 1983년 가파르 니메이리 대통령이 방한했다.
주수단 대한민국 대사관의 주요 업무는 여권, 공증, 비자, 가족관계등록부, 병역 등의 영사 서비스, 재외국민 보호 및 교민 사회 지원 총괄 등이다. 대한무역투자진흥공사(KOTRA) 사무실도 개설돼 수단 투자 진출 및 취업, 양국 간 통상, 투자, 금융 동향 정보 수집 등을 담당한다. 1996년 1월 준공된 대한민국-수단 직업 훈련원 운영을 적극 지원하는 한편, 농업, 의료, 태권도, 양잠 전문가 파견, 양수기, 경운기, 의약품, 운동용품 등 무상 원조에도 앞장서고 있다.
수단 내전이 발생함에 따라서 2023년 4월 23일 잠정 폐쇄되었다.

## 역대 주수단 대사
- 심장섭
- 이기석
- 남궁환

## 같이 보기
- 주한 수단 대사관
- 대한민국의 재외공관 목록
- 수단 주재 외국공관 목록
- 대한민국-수단 관계